# Brnobići (Kaštelir-Labinci)
Brnobići is een plaats in de gemeente Kaštelir-Labinci in de Kroatische provincie Istrië. De plaats telt 123 inwoners (2001).